# Sarcophaga bidentata
Sarcophaga bidentata är en tvåvingeart som först beskrevs av Guilherme A.M.Lopes 1953.  Sarcophaga bidentata ingår i släktet Sarcophaga och familjen köttflugor. Inga underarter finns listade i Catalogue of Life.